# Focaccia

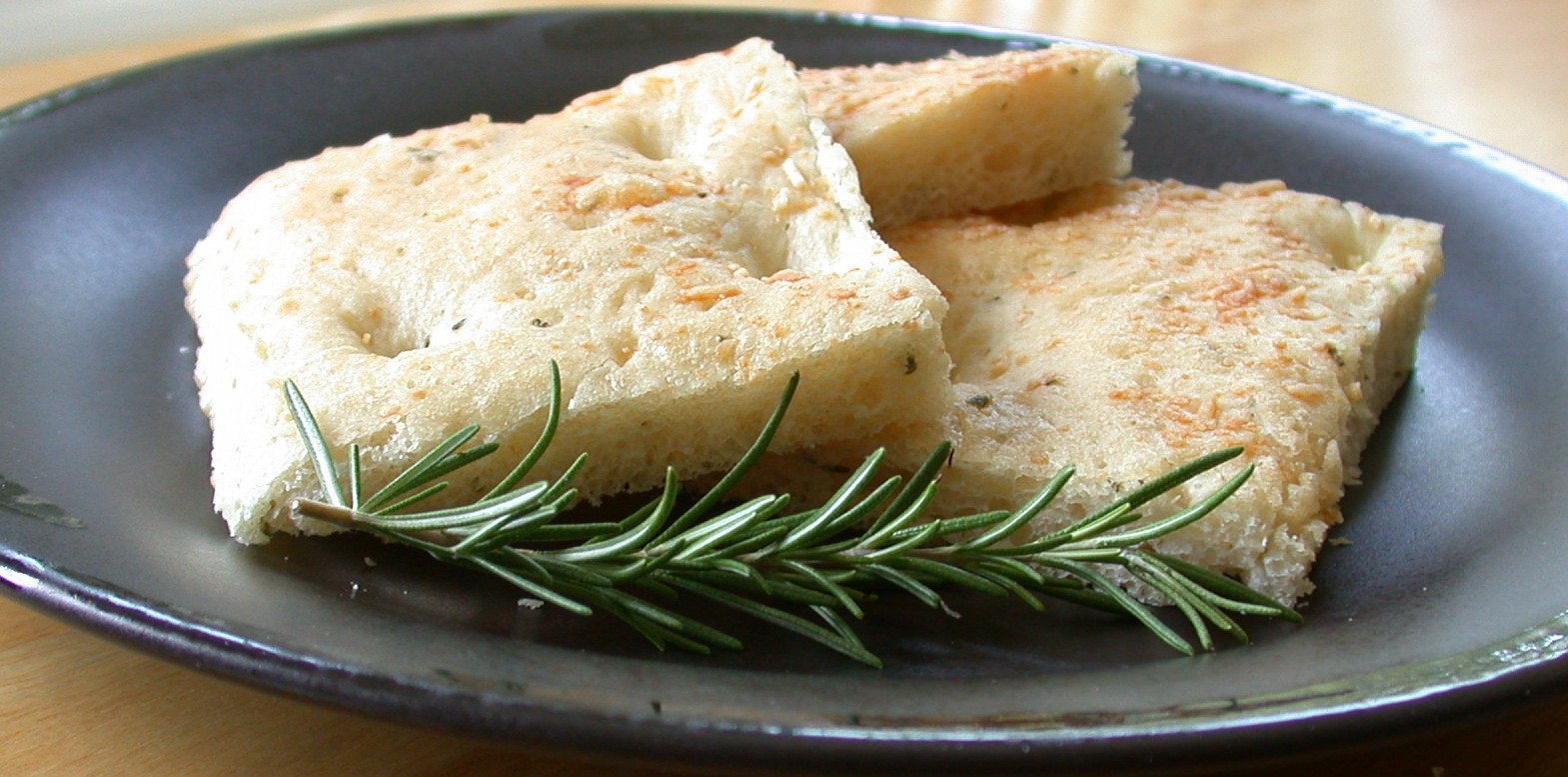
Pa de focaccia decorat amb una branca de romaní.

La focaccia ([foˈkat͡ʃːa]), 'fogassa' en italià) és una espècie de pa pla cobert amb herbes i altres productes alimentaris. Es tracta d'un plat molt tradicional de la cuina italiana molt relacionat amb la popular pizza. La recepta bàsica d'aquest preparat es creu que procedeix dels antics etruscs o els antics grecs, però és considerat com una famosa delícia de la gastronomia de Ligúria, anomenada fugàssa en ligur. L'especialitat local denominada fugàssa formaggio en ligur o focaccia amb formaggio en italià (amb formatge) s'elabora freqüentment a Recco, localitat propera a Gènova i no constitueix una variant de la fugassa (focaccia) per no contenir llevat.

## Característiques
La massa de la focaccia és similar en estil a la de la pizza, i consisteix en farina amb alt contingut de gluten, oli, aigua, sal i llevat de forner.
La focaccia és molt popular en Itàlia i generalment s'amaneix amb oli d'oliva i sal gruixuda, aromatitzant-la amb herbes com el romaní. Algunes versions porten ceba (fugàssa co-e çiòule).

## Ús fora d'Itàlia
La focaccia s'empra extensivament fora d'Itàlia com un sandvitx. A Argentina, a més de les típiques focacce ligurs arribades amb els immigrants genoveses, existeixen varietats anomenades fugaza i fugazeta, noms derivats directament de la paraula ligur fugàssa. La focaccia també es consumeix a Espanya i Veneçuela.